# 都賀町家中
都賀町家中（つがまちいえなか）は、栃木県栃木市の大字。郵便番号は328-0111。
　

## 地理
栃木市の北部、都賀地区の北部に位置し、栃木市役所都賀総合支所が所在するなど都賀地区の中心地となっている。東部を南北に流れる思川を境に下都賀郡壬生町と、北は西方町本郷・西方町金井とそれぞれ接している。南北に栃木県道3号宇都宮亀和田栃木線（日光例幣使街道、金井家中バイパス）、東武鉄道日光線が通過し家中駅がある。また、北部に北関東自動車道都賀インターチェンジが所在する。
隣接する地名
- 東 - 下都賀郡壬生町上稲葉、下都賀郡壬生町下稲葉、下都賀郡壬生町壬生乙
- 西 - 都賀町原宿
- 南 - 木野地町、都賀町升塚、大塚町
- 北 - 西方町本郷、西方町金井

河川
- 思川

## 歴史
沿革
- 1889年（明治22年）4月1日 - 町村制施行により、栃木県下都賀郡家中村が合戦場村、升塚村、平川村と合併し家中村が成立、家中村家中となる。
- 1955年（昭和30年）4月1日 - 家中村が赤津村と合併し都賀村が成立、都賀村家中となる。
- 1963年（昭和38年）11月3日 - 都賀村が町制施行し、都賀町家中となる。
- 2010年（平成22年）3月29日 - 都賀町が栃木市（旧）、大平町、藤岡町と合併し栃木市（新）が成立。同時に地域自治区「都賀町」が設置され、栃木市都賀町家中となる。

## 世帯数と人口
2017年（平成29年）8月31日現在の世帯数と人口は以下の通りである。
| 大字       | 世帯数    | 人口    |
| ---------- | --------- | ------- |
| 都賀町家中 | 1,407世帯 | 3,948人 |

## 施設
公共
- 栃木市役所都賀総合支所
- 栃木市社会福祉協議会都賀支所
- 栃木市つがスポーツ公園

教育
- 栃木市立都賀中学校
- 栃木市立家中小学校
- 都賀幼稚園

金融
- 足利銀行都賀支店
- 栃木信用金庫都賀支店

郵便
- 家中郵便局

医療
- 都賀中央医院

商業
- アバンセ都賀店
- コメリ都賀店
- セブンイレブン都賀家中店、都賀町北店

## 交通

### 鉄道
東武鉄道
■日光線
- 家中駅

### 道路
高速道路
- 北関東自動車道 都賀インターチェンジ

主要地方道
- 栃木県道3号宇都宮亀和田栃木線（日光例幣使街道、金井家中バイパス）

一般県道
- 栃木県道177号上久我栃木線
- 栃木県道221号国谷家中停車場線
- 栃木県道288号大橋家中線
- 栃木県道296号小山都賀線

## 小・中学校の学区
市立小・中学校に通う場合、学区は以下の通りとなる。
| 番地       | 小学校                                  | 中学校             |
| ---------- | --------------------------------------- | ------------------ |
| 一部       | 栃木市立赤津小学校 栃木市立合戦場小学校 | 栃木市立都賀中学校 |
| その他全域 | 栃木市立家中小学校                      | 栃木市立都賀中学校 |